# Philipp Treu
Philipp Treu (* 3. Dezember 2000 in Heidelberg) ist ein deutscher Fußballspieler. Der Verteidiger steht ab der Saison 2025/26 beim SC Freiburg unter Vertrag.

## Karriere

### Verein
Nach seinen Anfängen in der Jugend des 1. FC Kaiserslautern wechselte er im Sommer 2015 in die Jugendabteilung von RB Leipzig. Für seinen Verein bestritt er neun Spiele in der B-Junioren-Bundesliga. Im Sommer 2017 wechselte er in die Jugendabteilung des SC Freiburg. Für seinen Verein bestritt er 46 Spiele in der A-Junioren-Bundesliga und wurde mit seiner Mannschaft am Ende der Saison 2017/18 Sieger im DFB-Pokal der Junioren mit einem 2:1-Sieg gegen den 1. FC Kaiserslautern. Von 2016 bis 2018 besuchte er die Max Weber-Schule in Freiburg. Im Sommer 2019 wurde er in den Kader des SC Freiburg II in der Regionalliga Südwest aufgenommen. Am Ende der Saison 2020/21 feierte er mit seiner Mannschaft die Meisterschaft in der Regionalliga Südwest und stieg damit in die 3. Liga auf.
Dort kam er auch zu seinem ersten Einsatz im Profibereich, als er am 26. Juli 2021 (1. Spieltag) beim torlosen Remis im Heimspiel gegen den SV Wehen Wiesbaden der Startelf angehörte. Nach der Saison 2022/23, in der Freiburgs U23 Vizemeister wurde, wechselte Treu zum FC St. Pauli in die zweite Bundesliga. Im Sommer 2025 kehrte er wieder zum SC Freiburg zurück.

### Nationalmannschaft
Treu bestritt im März 2019 ein Spiel für die deutsche U19-Nationalmannschaft im Rahmen der Qualifikation für die U-19-Fußball-Europameisterschaft 2019 beim 3:0-Sieg gegen die ungarische U19-Nationalmannschaft.

## Titel
- Deutscher Zweitligameister und Aufstieg in die Bundesliga: 2024 (FC St. Pauli)
- Meister der Regionalliga Südwest und Aufstieg in die 3. Liga: 2021 (SC Freiburg II)
- Deutscher A-Junioren-Pokalsieger: 2018 (SC Freiburg)